# Negoi
Negoi – wieś w Rumunii, w okręgu Dolj, w gminie Negoi. W 2011 roku liczyła 2235 mieszkańców.